# Pictoword
Pictoword es un juego de rompecabezas de palabras por Kooapps. Fue lanzado para iOS el 1 de marzo de 2013 y para Android el 31 de mayo de 2013.

## Juego
En Pictoword, el jugador “leerá” dos fotos para formar una palabra. Los rompecabezas pueden ser una combinación de las fotos (Una foto de una oreja y un aro formarán Zarcillo), un homónimo (una foto de una media y la noche formarán medianoche) o como suenen las fotos (una foto de un ojal y una lata formarán hojalata).

## Paquetes de temas
Pictoword viene con 14 paquetes de temas, los cuales pueden ser desbloqueados con monedas ganadas en el juego.
| Categoría                      | Dificultad | Fecha de Lanzamiento    |
| ------------------------------ | ---------- | ----------------------- |
| Clásica (Por Defecto)          | Fácil      | 1.º de marzo, 2013      |
| Películas                      | Fácil      | 20 de junio de 2013     |
| Shows de TV                    | Fácil      | 20 de junio de 2013     |
| Marcas                         | Extrema    | 18 de julio de 2013     |
| Juegos                         | Fácil      | 18 de julio de 2013     |
| Personajes                     | Difícil    | 13 de agosto de 2013    |
| Celebridades                   | Difícil    | 11 de noviembre de 2013 |
| Países & Ciudades              | Difícil    | 11 de noviembre de 2013 |
| Figuras Históricas             | Fácil      | 11 de noviembre de 2013 |
| Puntos de Referencia           | Difícil    | 11 de noviembre de 2013 |
| Comida                         | Difícil    | 12 de abril de 2015     |
| Animales                       | Difícil    | 24 de noviembre de 2015 |
| Vacaciones                     | Fácil      | 10 de diciembre de 2015 |
| Política de los Estados Unidos | Media      | 7 de abril de 2016      |

## Recepción
Pictoword recibió una puntuación de 84% de Appstime, diciendo que “Con múltiples categorías y niveles de dificultad, Pictoword hace un juego de rompecabezas perfecto para todos los grupos de edad al tan solo usar dos imágenes.” A Apps Thunder le gustó el concepto y la interfaz amigable al usuario, y le otorgó una calificación de 4.1/5. A Gnome Escape le gustó los varios paquetes de temas, y dijo “Pictoword es uno de esos juegos de rompecabezas adictivos que te hacen pensar y ver imágenes en una nueva luz.” Get Android Stuff fue menos entusiasta en su reseña, diciendo que el juego es algo lento y aburrido, pero le gustó que el juego fuera fácil de jugar y sea apropiado para todas las edades.

## Reconocimientos
Pictoword ganó el Premio Shining Star en la categoría “Educational or Knowledge Reference App” y el Premio Superstar en la categoría “Learning App for Kids” en los Premios Mobile Star de 2016. También ganó el Premio Smart Media de Academic’s Choice. El juego estuvo nominado para “Best Educational Game” en los Premios Independent Game Developers’ Association de 2018. El juego también estuvo incluido como uno de las Apps Terapéuticas para iPhone y iPad por la Universidad Flinders, Australia.